# Power-pop
El power-pop és un subestil de la música rock, el rock melòdic actual (modern rock), i el rock melòdic tradicional. Cal dir que aquest estil, malgrat pertànyer als gèneres pop i rock, està bastant influenciat per la música alternativa o el punk. Grups com Teenage Fanclub, Sloan, The Click Five, Fountains of Wayne, Nada Surf i The All-American Rejects representen aquest estil. Als Països Catalans es pot trobar el grup valencià Sant Gatxo. El "power-pop" també es podria dir que té una base rítmica ràpida.

## Artistes
- Badfinger
- Big Star
- Cheep Trick
- Alex Chilton
- Dwight Twilley Band
- The Cowsills
- The Knack
- The Rasberries
- Tom Robinson Band